# Leopold van Asten
Leopold Leonardus Petronella van Asten  (Venray, 19 oktober 1976) is een Nederlands springruiter. 
Op 11 juli 2009 won hij, na een foutloze barrage, de Grote Prijs van Estoril in Portugal met zijn paard Santana B, een Nederlands gefokte merrie door Stal Burg uit het Brabantse Hoogeloon. Hiermee liet hij vele bekende namen in de ruitersport achter zich, onder meer de Braziliaan Rodrigo Pessoa die zesde werd en de Duitse Meredith Michaels-Beerbaum die negende werd.

Dit was de zesde wedstrijd in de Global Champions Tour en die leverde hem een bedrag op van 136.000 euro. 
In mei 2009 won hij het tweede onderdeel van het NK voor 'senioren'.
In 2015 won hij met zijn paard VDL groep Zidane het goud op het NK senioren. Hij liet hierbij onder andere de winnaar van vorig jaar, Maikel Van der Vleuten, achter zich en ook wereldkampioen Jeroen Dubbeldam wist hij met zijn paard Zidane voor te blijven in het klassement.

## Paarden (selectie)
- VDL groep Santana B (Mr. Blue X Alme Z)
- VDL groep Amelie (Luidam X onbekend)
- VDL groep Flêche Rouge (Papillon Rouge X Kisovo)
- VDL groep Issis du Marais (Papillon Rouge X Uriel)
- VDL groep Carina (Contendro I X Calypso II)
- VDL groep Zidane (Heartbreaker X Calando I)

## Erelijst (selectie)
- Olympische Spelen
  - 2004 in Athene: Vierde plaats in teamverband met zijn paard Flêche Rouge

- Europese kampioenschappen
  - 2003: Achtste in teamverband in Donaueschingen met zijn paard Think Twice II

- Nederlandse kampioenschappen
  - 2003: Winnaar met zijn paard Think Twice II
  - 2015: Winnaar met zijn paard VDL groep Zidane

- Grote prijzen
  - 2003: Tweede in de Grote Prijs van Zuidlaren met zijn paard Spiga
  - 2005: Winnaar in de Grote Prijs van Donaueschingen met zijn paard Think Twice II
  - 2005: Tweede in de Grote Prijs van Helsinki met zijn paard Juke Box
  - 2006: Winnaar in de Grote Prijs van Valkenswaard met zijn paard Flêche Rouge
  - 2006: Tweede in de Grote Prijs van Zürich met zijn paard Flêche Rouge
  - 2007: Winnaar in de Grote Prijs van Valkenswaard met zijn paard Issis du Marais